# Dariusz Zalewski
Dariusz Zalewski (* 29. Januar 1974 in Augustów) ist ein polnischer römisch-katholischer Geistlicher und Weihbischof in Ełk.

## Leben
Dariusz Zalewski studierte Philosophie und Theologie am Priesterseminar des Bistums Ełk, für das er am 20. Mai 2000 durch Bischof Wojciech Ziemba das Sakrament der Priesterweihe empfing.
Nach der Priesterweihe war er zunächst in der Pfarrseelsorge tätig und studierte dann in Rom am Päpstlichen Patristischen Institut Augustinianum, an dem er 2010 in Patristik und Patrologie zum Dr. theol. promoviert wurde. Von 2008 bis 2010 lehrte er Patristik und Latein am Priesterseminar in Ełk. Während dieser Zeit war er auch Notar der Diözesankurie und deren Pressesprecher. In den folgenden zwei Jahren war er Vizekanzler der Diözesankurie, Verantwortlicher für die Hochschulseelsorge und Präfekt des Propädeutikums. Von 2014 bis 2019 war er Spiritual des Priesterseminars. Im Jahr 2016 wurde er Pfarrer der Pfarrei der seligen Karolina Kózka, die er bis zu seiner Ernennung zum Weihbischof leitete. Ab 2019 leitete er zudem das bischöfliche Amt für das geweihte Leben.
Am 24. September 2022 ernannte ihn Papst Franziskus zum Titularbischof von Hólar und zum Weihbischof in Ełk. Der Bischof von Ełk, Jerzy Mazur SVD, spendete ihm am 29. Oktober desselben Jahres die Bischofsweihe. Mitkonsekratoren waren der Apostolische Nuntius in Polen, Erzbischof Salvatore Pennacchio, und der Erzbischof von Ermland, Józef Górzyński.